# DELTa TWO -UNIVERSE-
『dELTa TWO -UNIVERSE-』（デルタ・トゥー ユニバース）は、日本の声優である高山みなみと作詞家の永野椎菜による2人組音楽ユニット・TWO-MIXから派生したグループII MIX⊿DELTA（トゥーミックス デルタ）が2006年6月21日に発売された2枚目のオリジナルアルバム。

## 概要
前作の『dELTa ONE』から約1年ぶりのオリジナルアルバム。
TWO-MIX関連のアルバムとしては初めて、すべて日本語タイトルの楽曲で統一している。
このアルバムを最後に、II MIX⊿DELTA名義のオリジナルアルバムは発売されていない。

## 収録曲
| 全作詞: 永野椎菜。 |                              |           |                               |                             |      |
| #                  | タイトル                     | 作詞      | 作曲                          | 編曲                        | 時間 |
| 1.                 | 「永遠より永く一瞬より短く」 | 永野椎菜  | 高山みなみ & ジョー・リノイエ | II MIX⊿DELTA with 鈴川真樹  | 4:38 |
| 2.                 | 「わざと強く絡めた指」       | 永野椎菜  | 高山みなみ                    | II MIX⊿DELTA with 藤田淳平  | 3:48 |
| 3.                 | 「独白」                     | 永野椎菜  | 高山みなみ & ジョー・リノイエ | II MIX⊿DELTA with 藤田淳平  | 4:19 |
| 4.                 | 「憧憬」                     | 永野椎菜  | 高山みなみ                    | II MIX⊿DELTA with TAKA SATO | 4:01 |
| 5.                 | 「咲き誇る物語」             | 永野椎菜  | 高山みなみ & ジョー・リノイエ | II MIX⊿DELTA with 鈴川真樹  | 4:55 |
| 6.                 | 「生きてゆくセカイ」         | 永野椎菜  | 高山みなみ                    | II MIX⊿DELTA with TAKA SATO | 4:33 |
| 合計時間:          | 合計時間:                    | 合計時間: | 合計時間:                     | 26:14                       |      |

## 楽曲解説
1. 永遠より永く一瞬より短く
  - 2007年に発売された『KISSDUM -ENGAGE planet- オリジナルサウンドトラック』にMusic Box Mixとして収録されたが、タイトルは「永遠より長く一瞬より短く」となっている。
2. わざと強く絡めた指
  - 編曲は、前作の『dELTa ONE』に収録されている「Pocket Rocket」に引き続き、音楽クリエイターチームとして活動しているElements Gardenのメンバーである藤田淳平[4]とII MIX⊿DELTAの共同で担当した。
3. 独白
  - 前曲同様、編曲は藤田淳平とII MIX⊿DELTAの共同で担当した。
4. 憧憬
5. 咲き誇る物語
6. 生きてゆくセカイ

## クレジット
- Produced by II MIX⊿DELTA
  - 高山みなみ
  - 永野椎菜
  - ジョー・リノイエ

| 参加ミュージシャン - All Guitars : MASAKI SUZUKAWA (#1), MASANORI MINE (#3) | - Recorded & Mixed by NAOYA TAKAHASHI(MUV RINOIE Led.) - Additional Engineer : YASUHISA KATAOKA - Mastered by YOICHI AIKAWA(ROLLING SOUND MASTERING) |

- Executive Producer : ジョー・リノイエ(COPYRIGHTSBANK Inc.), KEIICHI SHIRAISHI(COPYRIGHTSBANK Inc.)

## リリース履歴
| No. | 日付          | レーベル                                          | 規格 | 規格品番  | 最高順位 | 備考 |
| --- | ------------- | ------------------------------------------------- | ---- | --------- | -------- | ---- |
| 1   | 2006年6月21日 | ジェネオンエンタテインメント / J・A・W・S Records | CD   | GNCA-7017 | 197位    |      |